# John Wallace (Ruderer)
John William Wallace (* 1. April 1962 in Burlington, Ontario) ist ein ehemaliger kanadischer Ruderer.
Wallace begann erst 1983 in Hamilton mit dem Rudersport. 1985 nahm er erstmals an den Weltmeisterschaften teil und belegte mit dem kanadischen Achter den zehnten Platz. Im Jahr darauf trat er bei den Weltmeisterschaften im Vierer mit Steuermann und erreichte den siebten Platz. Nach einem fünften Platz im Achter bei den Weltmeisterschaften 1987 und einem sechsten Platz im Achter bei den Olympischen Spielen 1988 pausierte Wallace 1989.
Bei den Weltmeisterschaften 1990 siegte der Deutschland-Achter vor dem kanadischen Achter in der Besetzung Darren Barber, Andy Crosby, Robert Marland, Derek Porter, Michael Rascher, Bruce Robertson, Brian Saunderson, John Wallace und Terry Paul. Auch bei den Weltmeisterschaften 1991 siegten die Deutschen vor den Kanadiern, bei denen Don Telfer für Brian Saunderson im Boot saß. Bei der olympischen Regatta 1992 in Barcelona trat der kanadische Achter mit Michael Forgeron für Don Telfer an. Die Kanadier gewannen den ersten Vorlauf und belegten im ersten Halbfinale den zweiten Platz hinter den Rumänen. Im Finale siegten die Kanadier mit 14 Hundertstelsekunden Vorsprung vor den Rumänen, der Deutschlandachter erhielt die Bronzemedaille.
Der 1,92 m große Wallace war mit der Ruderin Silken Laumann verheiratet, die Ehe ist aber inzwischen geschieden.